# Фроман, Никола
Никола́ Фрома́н (фр. Nicolas Froment, упоминается в документах с 1460 года — до 23 декабря 1484 года) — французский живописец авиньонской школы.

## Биография
Точная дата рождения художника неизвестна, предположительную относят примерно к 1435 году. Одни специалисты считают местом его рождения город Узе (Лангедок), поскольку он в документах этого города впервые упоминается в 1465 году. Другие считают его выходцем из Артуа или Пикардии, поскольку его ранняя манера свидетельствует о южнонидерландской выучке. Большинство учёных согласно с тем, что 1460—1461 гг. Никола жил в Нидерландах, и это подтверждает исполненный им в те годы триптих «Воскрешение Лазаря». Приблизительно в 1465 году художник перебирается в Авиньон, где имеет большой успех, получая множество заказов от частных лиц и Городского Совета, который позволил ему приобрести три смежных дома на углу площади Пюит-де-Бёф, являвшейся главной торговой площадью города и находившейся недалеко от папского дворца. Около 1475 года Никола становится придворным художником короля Рене Анжуйского, который с 1471 года постоянным местом своего жительства вновь сделал Прованс. В этом качестве Фроман пребывает вплоть до кончины короля Рене в 1480 году. В середине 1475 года Рене заказывает ему триптих «Неопалимая Купина». 1476 годом датируется документ, сообщающий о последней известной оплате работ художника: в 1476 году Рене Анжуйский приобрёл в Авиньоне новое здание для своей резиденции и привлёк Никола Фромана вместе с другими художниками для его обновления и украшения. Кроме этих бригадных работ, Фроман создал множество отдельных произведений для резиденции короля в Авиньоне и Эксе. После смерти Рене Анжуйского Фроман продолжал работать для городского совета Авиньона до самой своей смерти. Дату его кончины относят к 1483—1484 годам. У Никола Фромана был сын, Никола-младший, который тоже стал художником (ок. 1467—1522).
До наших дней дошло всего две достоверные работы Никола Фромана. Это триптих «Воскрешение Лазаря» и триптих «Неопалимая купина». Остальные немногие произведения приписываются ему по аналогии.

## Творчество

### Воскрешение Лазаря

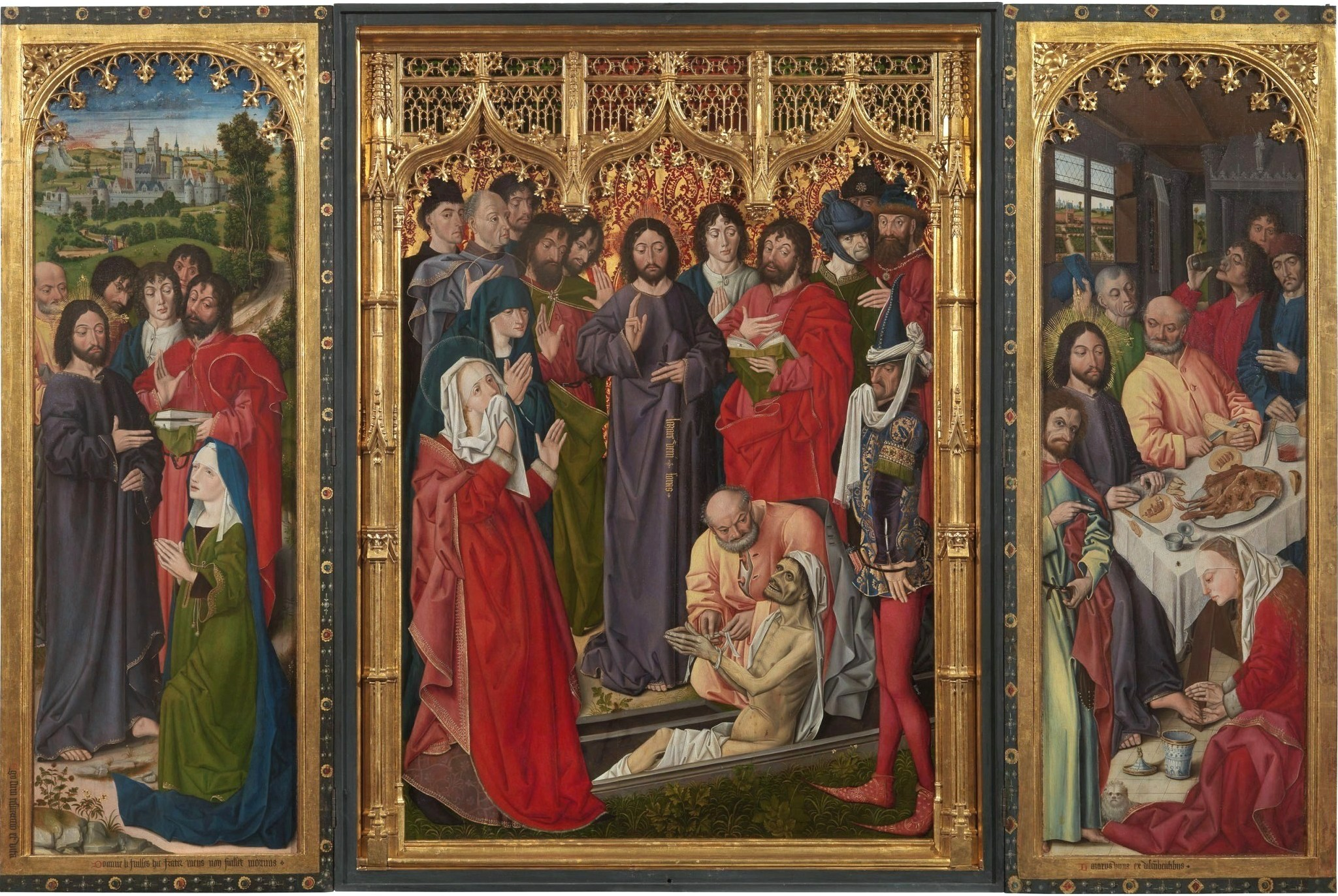
Никола Фроман. Воскрешение Лазаря. 1461. Уффици. Флоренция

Этот триптих считают свидетельством того, что Фроман в 1460—61 годах жил в Нидерландах и принадлежал кругу художников Рогира Ван дер Вейдена. Произведение имеет подпись художника и дату — 18 мая 1461 года. Поскольку эта работа издавна находилась во Флоренции (ныне она хранится в галерее Уффици), учёные предполагали, что Никола Фроман в 1460—61 годах находился в Италии, где её и написал. Однако более тщательные исследования прояснили ситуацию следующим образом. Триптих заказал художнику Франческо Коппини, который был папским легатом в северных странах с 1459 по 1462 годы. Коппини вернулся в Италию с этим триптихом, а впоследствии, исходя из каких-то политических расчётов, подарил его правителю Флоренции Козимо Медичи, который до своей смерти в 1464 году успел пожертвовать триптих францисканскому Конвенто дель Боско в Мугелло, где он хранился до XVIII века.
Стиль этого произведения близок манере Рогира Ван дер Вейдена. Рисунок угловат, готичен, а в самих сценах ощущается переизбыток людей и предметов, характерный для молодых художников, желающих продемонстрировать, что они могут изобразить всё. Лица персонажей типизированы и выглядят почти одинаково. В левом верхнем углу изображен молодой человек, чьё лицо некоторые учёные считают автопортретом Никола Фромана. На створках алтаря изображены сцены «Марта извещает Христа о смерти Лазаря» и «Мария Магдалина омывает ноги Христу».

### Неопалимая купина

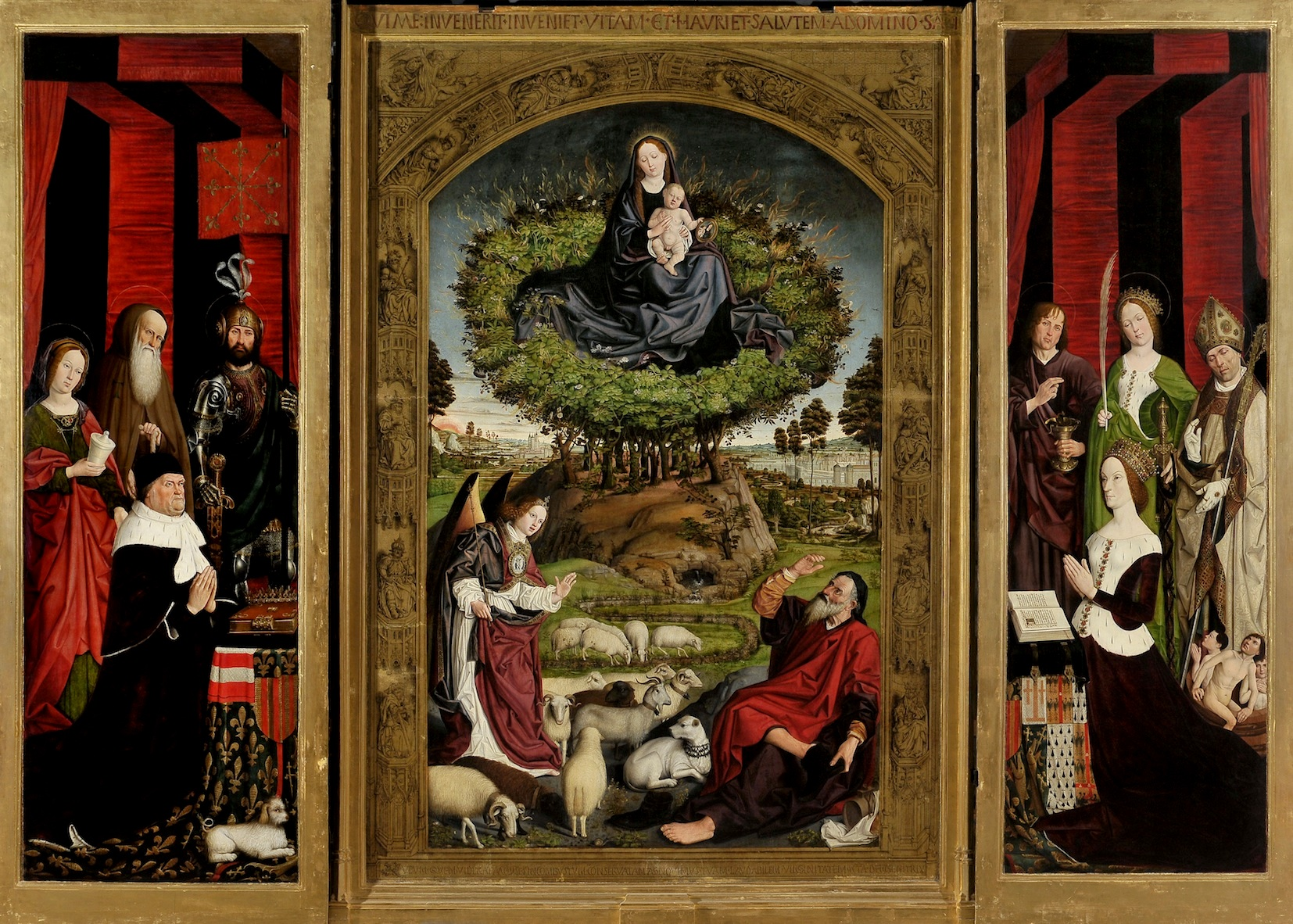
Никола Фроман. Неопалимая купина. 1475. Экс-ан-Прованс, Собор Святого Спасителя

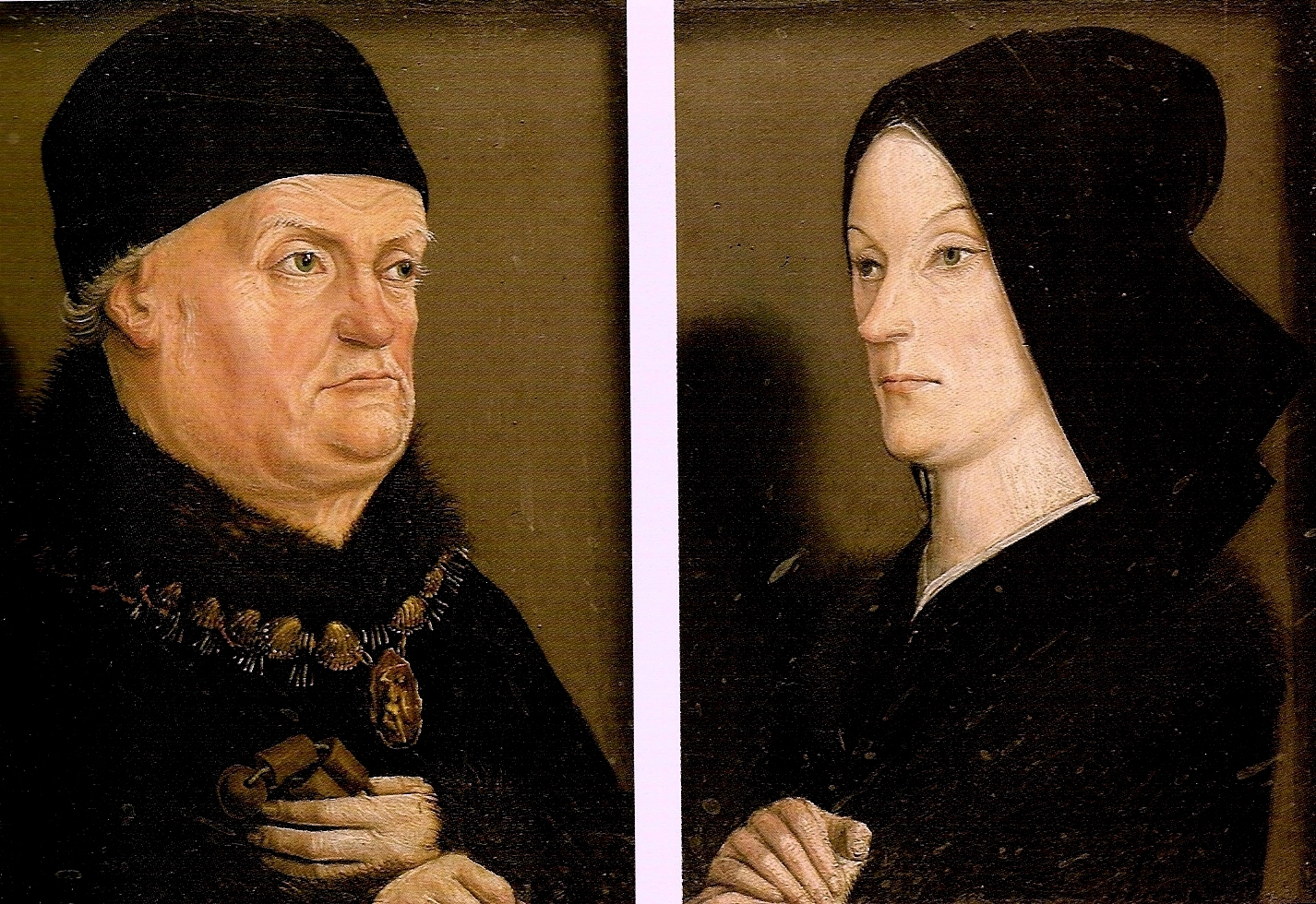
Никола Фроман. Диптих Матерона. «Король Рене и Жанна де Лаваль» 1475—1480. Лувр. Париж

Триптих является вершиной творчества Никола Фромана. Он создан пятнадцать лет спустя после «Воскрешения Лазаря», и перемены в творческом подходе Фромана поразительны. Здесь он отходит от угловатой манеры письма и под явным влиянием произведений авиньонской школы, синтезировавшей итальянские и нидерландские элементы, создаёт удивительное произведение с фантастическим сюжетом, реалистичными позами персонажей и мягкими, текучими тканями одежд. Триптих был заказан Рене Анжуйским, поэтому на створках изображен как сам донатор король Рене, так и его вторая жена Жанна де Лаваль. Канонический контекст предания о том, как Моисею в горящем кусте явился сам Яхве, изменён здесь в соответствии с традициями позднего средневековья (распространенностью культа Девы Марии) — Моисею является не Яхве, а Богоматерь с младенцем. Младенец держит в руке зеркало, в коем отражаются он сам и Мария. В правом нижнем углу изображен потрясённый Моисей, а в левом углу ангел, жестом успокаивающий пожилого пророка. В центре композиции равнодушно пасутся овцы и козы, не видящие ни горящего куста, ни ангела. Картина полна символов, как это было принято в готической живописи периода её расцвета.
Кроме этих двух замечательных работ Никола Фроману приписываются ещё несколько произведений: «Диптих Матерона» с изображением Рене Анжуйского и Жанны де Лаваль, заказанный для короля Рене его другом Жаном Матероном (Париж, Лувр), «Мадонна в печали», фрагмент от большой картины (США, частное собрание), рисунок «Преображение» (Берлин, Гравюрный кабинет), «Мужской портрет» (Филадельфия, Музей искусства), однако не все эти произведения можно с твёрдой уверенностью считать работами Фромана. Никола Фроман принадлежал к числу крупнейших французских мастеров второй половины XV в.